# Передовий хребет
Передовий хребет (рос. передовой хребет, англ. front mountain range, нім. Vordergebirgszug m) — невисокий хребет або гірська гряда у складчастих областях, розташовані між прилеглою рівниною і системою центральних хребтів і паралельні останнім. Гірські системи, які мають велику протяжність, можуть мати декілька передових хребтів, при цьому зовнішний передовий хребет наймолодший і найнижчий. Від головного (центрального) хребта передовий хребет відокремлюється тектонічним прогином, який є синклінальною або ґрабеновою структурою (по ній іноді протікає річка). Передовий хребет перетинається древнішими антецедентними (первинними) долинами річок, які стікають з головного хребта. 
Передовий хребет може також бути дочірним до головного. Наприклад, гори Аппалачі є батьківськими для інших хребтів, наприклад Білі й Блакитні гори. Білі гори — дочірні Аппалачам, і є також дочірні хребти Білих гір. Інші приклади: Великий Кавказ, Джунгарський Алатау.
Джунгарський Алатау поділяється на 2 основні частини: Північний Центральний хребет та Південний Центральний хребет, з'єднані між собою Коксу-Бороталинською перемичкою. Кожен з осьових хребтів утворений великою кількістю дрібних хребтів чи масивів, а також ще більшою кількістю відрогів, які відходять в різні боки від основного хребта.